# Christoph-Sturm-Straße 3 (Hilpoltstein)

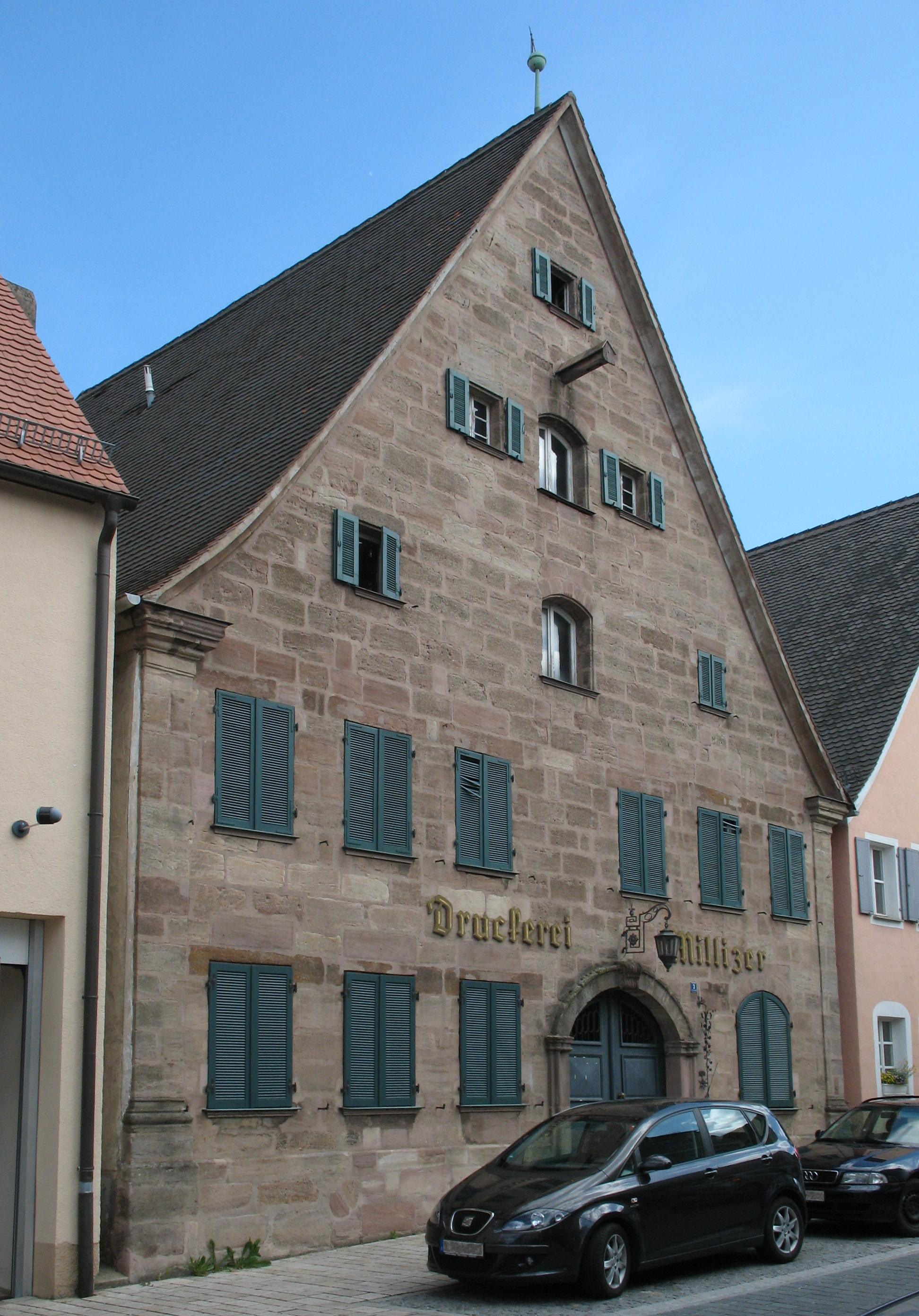
Haus Christoph-Sturm-Straße 3 in Hilpoltstein

Das Gebäude Christoph-Sturm-Straße 3 in Hilpoltstein, einer Stadt im mittelfränkischen Landkreis Roth in Bayern, wurde im 17. oder 18. Jahrhundert errichtet. Das Wohn- und Geschäftshaus ist ein geschütztes Baudenkmal.
Der zweigeschossige, giebelständige Sandsteinquaderbau wird von einem Steilsatteldach gedeckt. An der Giebelseite ist noch der Aufzugsbalken mit Ladeluke erhalten. In dem Gebäude war lange Zeit die Druckerei Millizer tätig. Der Firmenname ist an der Fassade angebracht. 